# Vorlesungen über Zahlentheorie
Vorlesungen über Zahlentheorie (em português: Aulas sobre Teoria dos Número) é um livro sobre teoria dos números escrito pelos matemáticos alemães Johann Dirichlet e Richard Dedekind. O livro foi publicado em 1863.
Os Vorlesungen são baseados nas palestras sobre teoria dos números dadas por Johann Dirichlet em 1856/57 na Universidade de Göttingen. O livro foi compilado por Richard Dedekind, mas não foi publicado até 1863, alguns anos após a morte de Dirichlet. Dedekind acrescentou alguns apêndices ao Vorlesungen, nos quais descreveu novos resultados de Dirichlet, mas também suas próprias idéias.